# Sectorul Treptow-Köpenick
Sectorul Treptow-Köpenick este sectorul 9 al orașului Berlin, fiind ca suprafață sectorul cel mai mare.

## Cartiere
- Sector 09 Treptow-Köpenick
- 0901 Alt-Treptow
- 0902 Plänterwald
- 0903 Baumschulenweg
  - mit Späthsfelde
- 0904 Johannisthal
- 0905 Niederschöneweide
  - mit Oberspree
- 0906 Altglienicke
  - mit Falkenberg
- 0907 Adlershof
  - mit Wendenheide und der WISTA
- 0908 Bohnsdorf
  - mit Falkenhorst
- 0909 Oberschöneweide
- 0910 Köpenick
  - mit Altstadt, Kietz Vorstadt, Dammvorstadt, Köpenick-Nord (inkl. Siedlungen Dammfeld, Elsengrund, Uhlenhorst und Wolfsgarten), Amtsfeld-Kämmereiheide (Salvador-Allende-Viertel), Köllnische Vorstadt, Spindlersfeld und Wendenschloß (inkl. Siedlung Kietzer Feld)
- 0911 Friedrichshagen
  - mit Hirschgarten
- 0912 Rahnsdorf
  - mit Hessenwinkel und Wilhelmshagen
- 0913 Grünau
- 0914 Müggelheim
  - mit Ludwigshöhe und Siedlung Schönhorst
- 0915 Schmöckwitz